# R-22 (Montenegro)
De R-22 of Regionalni Put 22 is een regionale weg in Montenegro. De weg loopt van Kotor naar de Luchthaven Tivat en is 4 kilometer lang. 
In de R-22 bevindt zich de Vrmac-tunnel. Deze tunnel is 1637 meter lang.